# Устинов, Альберт Александрович
Альберт Александрович Устинов (26 февраля 1932 — 13 февраля 2014) — советский партийный и государственный деятель, писатель, журналист.

## Биография
Родился в селе Осьмерыжск Качирского района Павлодарской области.
Окончил филологический факультет Казахского государственного университета им. С. М. Кирова. Кандидат филологических наук.
Трудовую биографию начал учителем русского языка и литературы в средней школе. 1957 году был избран секретарём Качирского райкома комсомола Павлодарской области. Прошёл путь от первого секретаря районного и областного комитета ЛКСМ Казахстана до секретаря ЦК ЛКСМ Казахстана. С 1965—1968 год учился в Академии общественных наук при ЦК КПСС, кандидат филологических наук.
Работал заместителем заведующего отделом культуры (1968—1982) и с 1986 по 1989 год возглавлял идеологический отдел ЦК компартии Казахстана. А. Устинов был избран депутатом Верховного совета Казахской ССР 11-го созыва. Значительную часть своей жизни Альберт Александрович посвятил журналистике. Был главным редактором газеты «Казахстанская правда» с 1982 по 1986 год, после партийной работы возглавил редакцию журнала «Социальная защита», до 1994 года, когда переехал с семьёй в Москву. В Москве работал заместителем главного редактора журнала «Жизнь национальностей» с 1995—2001 годы, член редколлегии журнала «Культура немцев России» («Russlanddeutsche».)
Автор книг: «Идеал. Герой. Правда» (1969), «Видеть красоту» (1974), «Море в капле» (1975), «Новый человек: идеал и реальность» (1978) и «Осьмерыжские байки-предания», «Точка опоры», «Как живешь» и «Трое из разведбата». Активный участник и автор-составитель, редактор многотомного издания «книга памяти» о погибших солдатах и офицеров спецназа в Афганистане в 1979—1989 годах, работа над которым заняла более 10 лет.
Значительным является его вклад в художественный перевод с казахского языка, особенно важны переводы на русский язык «Песен воина» Махамбета Утемисова. Удостоен премии журнала «Литературное обозрение» за 1977 год. До последних дней жизни Альберт Александрович работал как журналист и публицист в органе КПРФ газете « Позиция» и журнале «Культура российских немцев».
Член Союза писателей и Союза журналистов СССР. Награжден орденами Дружбы народов, «Знак Почета» и медалями СССР.